# 리차드 브룩스

리처드 브룩스(Richard Brooks, 1962년 12월 7일 ~ )는 미국의 영화 감독, 배우, 가수이다.
클리블랜드에서 태어났다.

## 출연 작품

### 영화
- 틴 울프 (1985)
- 어느 병사를 위한 진혼곡 (1986, Resting Place)
- 히든 (1987)
- 영광의 재즈 (1987, Saxo)
- 블루 진 캅 (1988)
- 영혼의 목걸이 (1989)
- 네온의 왕국 (1989)
- 찰리 모픽 (1989)
- 하이웨이 테러 (1989, Terror on Highway 91)
- 투 슬립 위드 앵거 (1990, To Sleep with Anger)
- 멤피스에서 생긴 일 (1992, Memphis)
- 카멜레온 (1995, Chameleon)
- 백색지대 (1996)
- 크로우 2: 천사의 도시 (1996)
- 머신 건 블루스 (1996, Black Rose of Harlem)
- The Adventures of Ragtime (1998)
- Lexie (2004)
- 도우 보이즈 (2009, Dough Boys)
- 인 마이 포켓 (2011, In My Pocket)
- 오피서 다운 (2013, Officer Down) - 매캘리스터의 변호사 역
- 더 신 시어 (2015, The Sin Seer)

### 텔레비전
- 로앤오더: 범죄 전담반 (1990-2006)
- 레니게이드 (1995)
- G vs E (1999-2000)